# Boz (Rapper)
Boz (auch BoZ oder BOZ geschrieben) ist ein Hamburger Rapper.

## Leben
Erste Aufmerksamkeit in der Rapszene erlangte Jameel Ahmed alias Boz durch seine Teilnahme in der Reimliga Battle Arena. Dort bestritt er in seiner aktiven Zeit von 2003 bis 2005 zahlreiche Battles, darunter zwei gegen Kollegah, von denen Boz eines für sich entscheiden konnte. Anschließend schloss er sich dem Label Rattos Locos aus Hamburg-St. Pauli an. Hier erschien 2010 mit der Farben EP, die zum kostenlosen Download angeboten wurde, sein erstes Release. Nach dem Erfolg von Labelmitglied Nate57, auf dessen Mixtape Auf der Jagd er vertreten ist, veröffentlichte Boz im April 2012 sein Debütalbum Kopfkrieg und konnte damit auf Anhieb in die deutschen Albumcharts einsteigen. 2015 folgte das Album Made in Germany, jedoch verließ er Rattos Locos noch im selben Jahr. Im August 2017 erschien die EP Der letzte Samurai über das Label Kareeminell Records.

## Diskografie
| Cover | Titel              | Jahr | Kommentar                                              | Free Download                         |
| ----- | ------------------ | ---- | ------------------------------------------------------ | ------------------------------------- |
|       | Abstrakt Gebumst   | 2002 | Album als Di$$pola mit Rai.d.e.n                       | Rotes X oder Kreuzchensymbol für nein |
|       | Farben EP          | 2010 | EP                                                     | Grünes Häkchensymbol für ja           |
|       | Logbuch #1         | 2012 | Sampler-EP mit Nate57, Telly Tellz & Reeperbahn Kareem | Grünes Häkchensymbol für ja           |
|       | Kopfkrieg          | 2012 | Album                                                  | Rotes X oder Kreuzchensymbol für nein |
|       | Made in Germany    | 2015 | Album                                                  | Rotes X oder Kreuzchensymbol für nein |
|       | Der letzte Samurai | 2017 | EP                                                     | Rotes X oder Kreuzchensymbol für nein |
|       | Unbekannt          | 2018 | Mixtape                                                | Rotes X oder Kreuzchensymbol für nein |

## Musikvideos
- 2010: Farben 2
- 2012: Panik
- 2012: Ich brauch dich nicht
- 2012: Kopfkrieg
- 2012: Maschine
- 2012: Kiez (mit Reeperbahn Kareem)
- 2012: Die Sonne (mit P.M.B.)
- 2013: Alles Gute kommt von unten (mit P.M.B. & PA Sports)
- 2014: Warum (Remix) (mit V.A.)
- 2014: Sonne (mit Mehrzad Marashi)
- 2014: Kalte Welt
- 2014: Django Unchained & Kareeminell
- 2015: Made in Germany (mit Mehrzad Marashi)
- 2015: Farben Skit
- 2015: Chaosflow (Totalschaden)
- 2015: Brief
- 2015: Kompass (mit Mehrzad Marashi)
- 2015: Taxi Driver (mit P.M.B.)
- 2015: Yeah Boi (mit Said)
- 2015: Die Letzten ihrer Art (Mammut Mix) (mit V.A.)
- 2015: Syrien
- 2016: Shoryuken
- 2016: Immer wenn …
- 2017: Letzte Nacht in Hamburg
- 2018: Wie lange noch (mit P.M.B. & Disarstar)
- 2018: Dunkle Seite